# Richard Hampden
Richard Hampden (baptisé le 13 octobre 1631 - 15 décembre 1695) est un homme politique Anglais whig et fils de John Hampden. Il est nommé conseiller privé en 1689 et est chancelier de l'Échiquier du 18 mars 1690 au 10 mai 1694.

## Biographie
Comme son père et son fils, il prend le parti du Parlement contre la Maison Stuart. Pendant l'Interrègne anglais, il est élu député du Buckinghamshire lors du deuxième parlement du protectorat en 1656 et vote en faveur de l'offre de la couronne au Lord protecteur Oliver Cromwell. En 1657, il entre dans l'Autre Chambre (la Chambre des lords du protectorat). Il achète les manoirs de Wendover Borough et de Forrens à John Baldwin en 1660. Également en 1660, il est élu député de Wendover (une circonscription dominée par sa famille) au Parlement de la Convention et élu pour représenter la même circonscription au Parlement cavalier (1661 - 1679). Après la chute du comte de Clarendon en 1667, il est plus actif en politique, exprimant son opposition à la Guerre de Hollande et à l'alliance avec la France. Vers la fin des années 1670, le comte de Shaftesbury le considère comme un allié. Hampden est particulièrement actif lors du Complot papiste et sape l'autorité du Lord Trésorier, Thomas Osborne (1er duc de Leeds).
Il est réélu aux parlements de 1679 et participe activement à la tentative d'adoption du projet de loi sur l'exclusion visant à interdire au duc d'York de monter sur le trône et soutient également le projet de loi visant à tolérer les dissidents protestants. En 1681, il est élu au Parlement d'Oxford pour le comté de Buckinghamshire (échange de sièges avec son fils John Hampden). Lors de la convocation de ce court parlement, il soutient de nouveau l'exclusion.
En 1685, Hampden représente à nouveau l’arrondissement de Wendover mais est beaucoup moins actif en politique puisque le roi Jacques II, que Hampden a tenté d’exclure de la succession, est désormais roi. Après l'invasion réussie de Guillaume III d'Orange-Nassau, il préside le comité des membres du parlement de Jacques II qui, le 27 décembre 1688, invite William à convoquer une convention et à prendre en charge le gouvernement dans l'intervalle. Hampden siège au Parlement de la Convention de 1689 et est une figure centrale de la loi destinée à couronner William et Mary. En février 1689, il devient conseiller privé et, le 9 avril, commissaire au Trésor.
En 1690, il représente le comté de Buckinghamshire lors du premier parlement de William et Mary et, la même année, devient chancelier de l'Échiquier. Au cours des cinq années suivantes, lorsque son état de santé le lui permet, il est actif au gouvernement. Il ne se présente pas à la deuxième législature de William et Mary en 1695 et est décédé le 15 décembre 1695.

## Famille
Il épouse Letitia Paget, fille de William Paget, 5e Baron Paget, et a trois enfants :
- John Hampden (1653-1696)
- Richard Hampden, mort jeune
- Isabella Hampden, mariée à Sir William Ellys, Bt[4].